# MTV Unplugged
Az MTV Unplugged a csatorna egyik legnépszerűbb és leghosszabb ideje futó műsora, amely 1989-ben indult. A sorozat minden epizódját más-más zenész vezeti, aki meginterjúvol egy másik zenészt vagy együttest. Az adott előadók pedig utána mindig eljátsszák egy dalukat akusztikus hangszereken. Maga az "unplugged" szó "bedugatlan"-t jelent. 60 perces egy epizód. Magyarországon az 1980-as és 1990-es években ment az MTV Europe-on, eredeti nyelven. Amerikában 1989 óta vetítik, és a mai napig is sikerrel megy a sorozat. Később az MTV társcsatornája, a VH1 is készített egy hasonló jellegű produkciót, VH1 Storytellers címmel. Az MTV Unplugged több díjat is nyert eddigi pályafutása alatt. A műsor hosszú ideje alatt olyan előadók léptek fel, mint a Bon Jovi, az Aerosmith vagy az Alice in Chains, de legemlékezetesebb a Nirvana volt. A 2000-es években vesztett népszerűségéből a műsor, és kevesebbszer is sugározták már, mint korábban.
2017 óta új évad fut a sorozatból, de mainstreamebb előadókkal (például Shawn Mendes).